# Julio Esteve Flors
Julio Esteve Flors, řeholním jménem Buenaventura z Puzolu (9. října 1897, Puzol – 26. září 1936, Gilet) byl španělský římskokatolický kněz, řeholník Řádu menších bratří kapucínů a mučedník. Katolická církev ho uctívá jako blahoslaveného.

## Život
Narodil se 9. října 1897 v Puzolu jako jeden z devíti dětí Vicenta Esteveho a Josefy roz. Flors. Pokřtěn byl ve farnosti Santos Juanes.
Studoval v serafínském semináři a 15. září 1913 přijal kapucínský hábit. Dne 17. září 1914 složil své časné sliby a věčné 18. září 1918. Poté byl poslán do Říma, kde získal doktorát filosofie na Papežské univerzitě Gregoriana. Zde byl 26. března 1921 arcibiskupem Giuseppem Palicou vysvěcen na kněze. Po návratu do Španělska se stal přednášejícím filosofie a kanonického práva na teologickém ústavě v Orihuele. Vyznačoval se také jako kazatel, lektor a duchovní vůdce. Podle svědků byl mírumilovné povahy. Byl také velmi inteligentní, zdvořilý a korektní.
Po vypuknutí španělské občanské války a počátku pronásledování katolické církve roku 1936 se uchýlil do domu svého otce v Carcaixent. Odtud byl 24. září odveden členy výboru Puzolu k výslechu. V noci 26. září byl s dalšími vězni odveden na hřbitov v Gilet, kde byl ve dvě hodiny ráno zastřelen.

## Proces blahořečení
Dne 17. prosince 1957 byl ve valencijské arcidiecézi zahájen jeho proces blahořečení. Do procesu bylo zařazeno také dalších jedenáct kapucínů, pět klarisek-kapucínek a jedna bosá augustiniánka.
Dne 20. prosince 1999 uznal papež Jan Pavel II. jejich mučednictví. Blahořečeni byli 11. března 2001.